# IC 4812
IC 4812 — галактика типу RN+* () у сузір'ї Південна Корона.
Цей об'єкт міститься в оригінальній редакції індексного каталогу.